# حشره‌خوار فاکس
 حشره‌خوار فاکس (نام علمی: Crocidura foxi) نام یک گونه از سرده حشره‌خوارهای دندان‌سفید است.